# Фінал кубка Англії з футболу 1966
Фінал кубка Англії з футболу 1966 — 85-й фінал найстарішого футбольного кубка у світі. Матч відбувся 14 травня 1966 року на стадіоні «Вемблі», де зустрілися «Евертон» та «Шеффілд Венсдей». Перемогу з рахунком 3:2 святкував «Евертон».
Ні «Евертон», ні «Шеффілд Венсдей» не були на той час на ведучих ролях в чемпіонаті Англії і займали, відповідно, 11-те та 17-те місця в турнірній таблиці сезону 1965-66. Проте в кубку команди показували зовсім інші результати, а «ірискам», навіть, вдалося дійти до фіналу не пропустивши ні одного гола.

## Шлях до фіналу
| Раунд       | Суперник          | Рахунок |
| ----------- | ----------------- | ------- |
| 3-й         | Сандерленд        | 3-0     |
| 4-й         | Бедфорд Таун      | 3-0     |
| 5-й         | Ковентрі Сіті     | 3-0     |
| Чвертьфінал | Манчестер Сіті    | 0-0 2-0 |
| Півфінал    | Манчестер Юнайтед | 1-0     |

| Раунд       | Суперник         | Рахунок |
| ----------- | ---------------- | ------- |
| 3-й         | Редінг           | 3-2     |
| 4-й         | Ньюкасл Юнайтед  | 2-1     |
| 5-й         | Гаддерсфілд Таун | 2-1     |
| Чвертьфінал | Блекберн Роверз  | 2-1     |
| Півфінал    | Челсі            | 2-0     |

## Перебіг матчу
«Евертону» вдалося забити три м'ячі, програючи по ходу поєдинку з рахунком 0-2 завдяки двом голам Требілкока, який у стартовому складі замінив травмованого форварда збірної Англії Фреда Пікерінга, та голу Темпла. За «Шеффілд» забивали Маккалог та Форд. Переможний гол на 74-й хвилині був забитий після невдалої обробки м'яча Джеррі Янгом, коли Темпл отримав можливість спокійно прийняти круглого та прицільно пробити повз голкіпера Рона Спрінгетта в кут воріт.
«Евертон» став другою командою після «Блекпула» в 1953 році, якому вдалося відіграти два м'ячі та здобути кубок без додаткового часу.

## Матч
| 14 травня 1966 15:00 BST |

| Евертон                     | 3 – 2    | Шеффілд Венсдей       |
| --------------------------- | -------- | --------------------- |
| Требілкок 59' 64' Темпл 74' | Протокол | Маккаліог 4' Форд 57' |

| Вемблі (Лондон) Глядачів: 100 000 Арбітр: Джек Тейлор (Стаффордшир) |

| Евертон | Шеффілд Венсдей |

|                | 1  | Гордон Вест    |
|                | 2  | Томмі Райт     |
|                | 3  | Рей Вілсон     |
|                | 4  | Джиммі Габріел |
|                | 5  | Браян Лебоун   |
|                | 6  | Браян Гарріс   |
|                | 7  | Алекс Скотт    |
|                | 8  | Майк Требілкок |
|                | 9  | Алекс Янг      |
|                | 10 | Колін Гарві    |
|                | 11 | Дерек Темпл    |
| Тренер:        |    |                |
| Геррі Кеттерік |    |                |

|            |    |                |  |
|            |    |                |  |
|            | 1  | Рон Спрінгетт  |  |
|            | 2  | Вілф Сміт      |  |
|            | 3  | Дон Мегсон     |  |
|            | 4  | Пітер Юстас    |  |
|            | 5  | Сем Елліс      |  |
|            | 6  | Джеральд Янг   |  |
|            | 7  | Грехем П'ю     |  |
|            | 8  | Джон Фентем    |  |
|            | 9  | Джим Маккаліог |  |
|            | 10 | Девід Форд     |  |
|            | 11 | Джон Квінн     |  |
| Тренер:    |    |                |  |
| Алан Браун |    |                |  |